# Nhà máy thủy điện Sơn La
Thủy điện Sơn La nằm trên sông Đà tại thị trấn Ít Ong, huyện Mường La, tỉnh Sơn La, Việt Nam.
Nhà máy có công suất lắp máy 2.400 MW, với 6 tổ máy, khởi công xây dựng ngày 2 tháng 12 năm 2005. Sau 7 năm xây dựng, Thủy điện Sơn La được khánh thành vào ngày 23 tháng 12 năm 2012, sớm hơn kế hoạch 3 năm, trở thành nhà máy thủy điện lớn nhất Việt Nam và cả khu vực Đông Nam Á tại thời điểm đó.

## Thông số kỹ thuật chính
- Thủy điện Sơn La có mực nước dâng bình thường là 215 m;
- Mực nước gia cường: 217m;
- Mực nước chết: 175m.
- Diện tích hồ chứa: 224 km². Dung tích toàn bộ hồ chứa: 9,26 tỉ mét khối nước.
- Công suất lắp máy: 2.400 MW, gồm 6 tổ máy, mỗi tổ máy là 400MW.
- Điện lượng bình quân hằng năm: 10,2 tỉ KWh
- Tổng vốn đầu tư: 42.476,9 tỷ đồng (bao gồm vốn đầu tư ban đầu là 36.786,97 tỷ đồng và lãi vay trong thời gian xây dựng là 5.708 tỷ đồng). Vốn thực tế 60.196 tỷ đồng, tăng khoảng 60% so với ban đầu.
- Diện tích lưu vực: 43.760 km²
- Chủ đầu tư: Tập đoàn Điện lực Việt Nam (EVN).
- Chủ thầu chính: Tổng công ty Sông Đà
- Nhà thầu: Tổng công ty Lilama, Công ty Cổ phần Sông Đà 5, Công ty cổ phần Sông Đà 7, Công ty cổ phần sông đà 9...
- Tổng số hộ dân phải di chuyển: 17.996 hộ tại 3 tỉnh Sơn La, Lai Châu, Điện Biên.

## Quá trình xây dựng

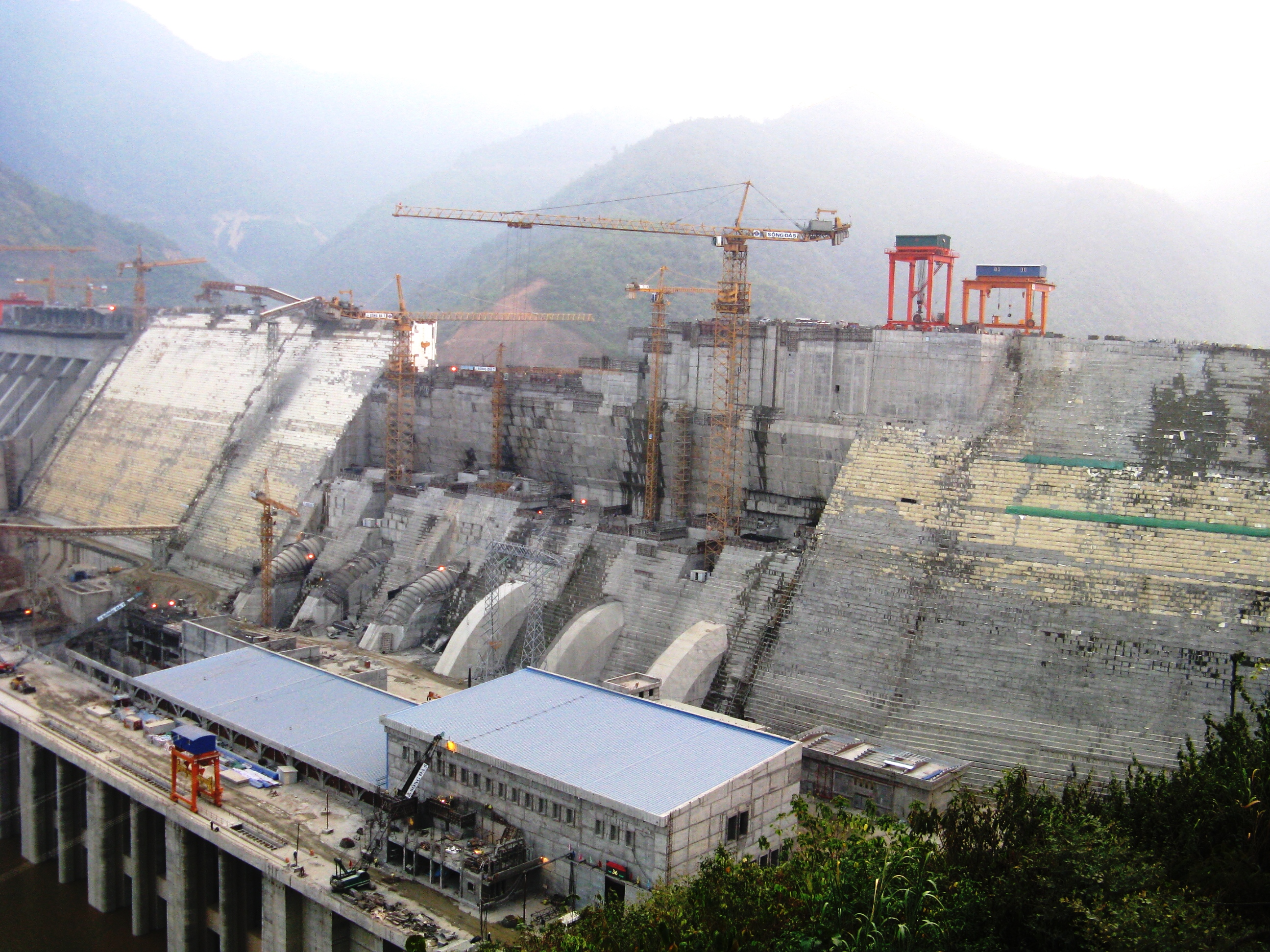
Thủy điện Sơn La đang được thi công tháng 11 năm 2010

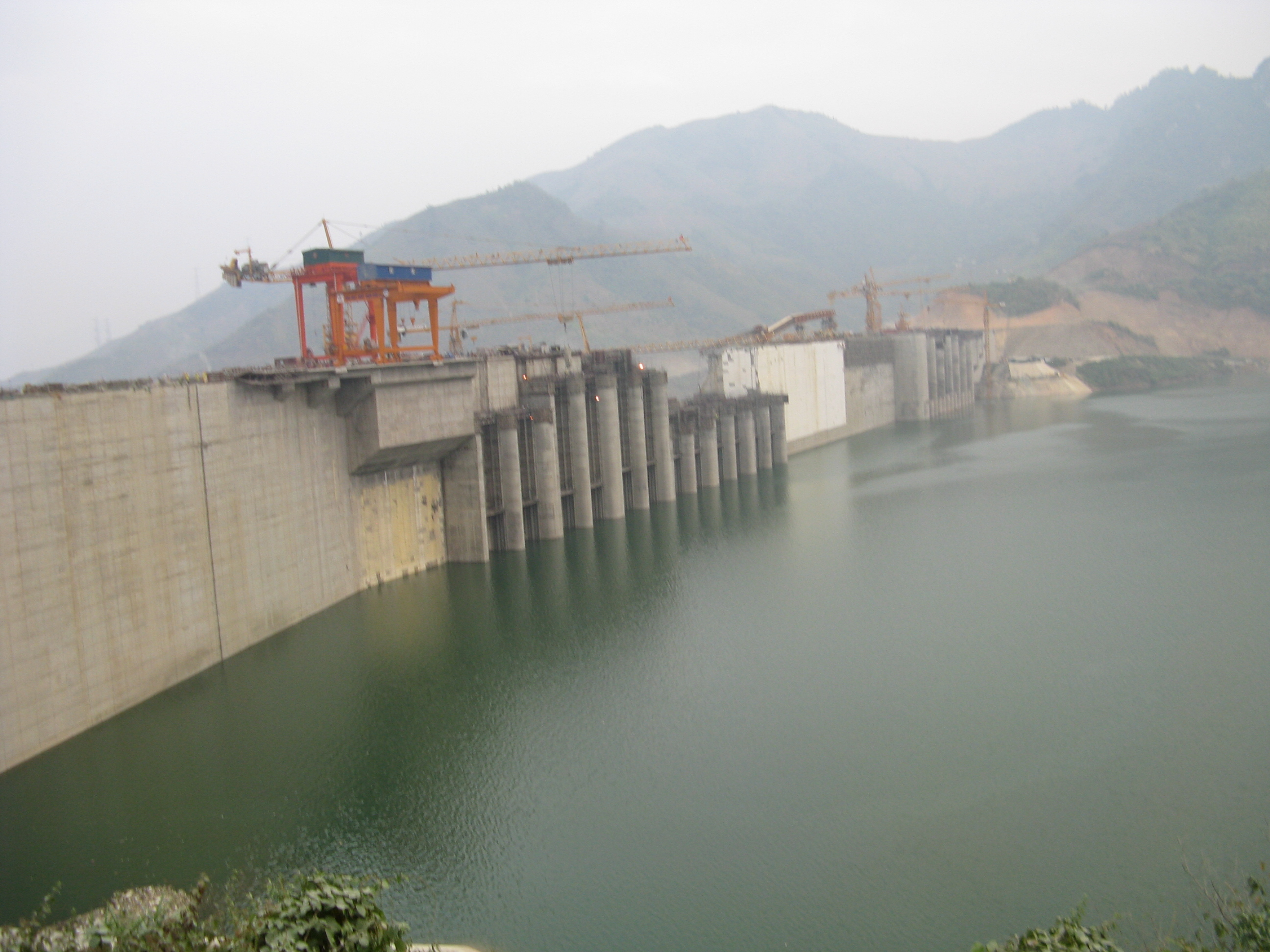
Thủy điện Sơn La đang được thi công tháng 11 năm 2010 (nhìn từ phía lòng hồ thượng lưu)

Nhà máy được khởi công vào năm 2005 nhưng trước đó 30 năm những chuyến khảo sát đầu tiên đã được thực hiện bởi các chuyên gia viện Thủy điện và công nghiệp Moskva, công ty Electricity and Power Distribution của Nhật Bản, Cty Designing Research and Production Shareholding của Nga và SWECO của Thụy Điển.
Năm 2001, dự án Thủy điện Sơn La được đưa ra Quốc hội khóa X thảo luận, gây ra nhiều tranh cãi về tính an toàn do mực nước thiết kế cao lại nằm trong khu vực có thể có động đất, lo ngại các tác động về môi trường sinh thái, an ninh quốc phòng... Do đó ngày 29 tháng 6 năm 2001, dự án Thủy điện Sơn La được Quốc hội thông qua chủ trương đầu tư, nhưng chưa quyết phương án xây dựng. Tháng 12 năm 2002, Báo cáo nghiên cứu khả thi được thông qua tại kỳ họp thứ 2, Quốc hội khóa XI. Phương án xây dựng công trình cũng được Quốc hội thông qua với mục tiêu phát điện tổ máy số 1 vào năm 2012 và hoàn thành toàn bộ công trình vào năm 2015.
Năm 2003, EVN đã hoàn chỉnh Báo cáo nghiên cứu khả thi thực hiện phương án Sơn La. Công tác tái định cư cũng được bắt đầu triển khai thực hiện. Tháng 12/2003, những người thợ đầu tiên thuộc Tổng công ty Sông Đà có mặt tại công trường để triển khai xây dựng mặt bằng công trường và đồng thời tận dụng thời gian chuẩn bị công trường trong 2 năm (2004-2005) để thi công các công trình dẫn dòng. Ngày 15/1/2004, Thủ tướng đã ra quyết định số 09/QĐ-TTg phê duyệt dự án Thủy điện Sơn La.
Ngày 2/12/2005, công trình Thủy điện Sơn La được khởi công xây dựng. Trong quá trình thiết kế, thi công dự án đã được thay đổi nhiều so với phương án ban đầu như cao trình được hạ xuống từ khoảng 295 xuống còn 215-230, thay biện pháp đổ bê tông đập dâng bằng công nghệ đầm lăn với phụ gia khoáng là tro bay của Nhiệt điện Phả Lại, thay phương án từ nhà máy 8 tổ máy (8 x 300 MW) sang phương án nhà máy 6 tổ máy (6x400 MW); thay phương án máy biến áp 1 pha bằng máy biến áp 3 pha... Để tăng tính an toàn của đập các chuyên gia nước ngoài từ Nga, Châu Âu, Trung Quốc đã được mời giám sát, đóng góp bổ sung thêm những tiêu chuẩn rất chặt chẽ.... Ngày 11 tháng 1 năm 2008, những khối bê tông đầm lăn đầu tiên được sản xuất. Tới ngày 25 tháng 8 năm 2010 kết thúc quá trình đổ bê tông đầm lăn đập chính nhà máy. Tháng 4 năm 2010 sau hơn 7 năm triển khai, các tỉnh Sơn La, Điện Biên và Lai Châu đã hoàn thành công tác di chuyển toàn bộ các hộ dân ra khỏi vùng lòng hồ Thủy điện Sơn La. Ngày 15 tháng 5 năm 2010, các đơn vị thi công đã tiến hành đóng kênh dẫn dòng tích nước hồ chứa. Ngày 5 tháng 11 năm 2010, hồ chứa đã tích nước đến cao trình 189,3m đáp ứng cho phát điện tổ máy số 1. Ngày 20 tháng 8 năm 2010, rotor tổ máy số 1 đã được lắp đặt thành công. Ngày 7 tháng 1 năm 2011, tổ máy số 1 phát điện chính thức. Ngày 26 tháng 9 năm 2012, tổ máy 6 (tổ máy cuối cùng) của Nhà máy Thủy điện Sơn La đã hòa thành công vào điện lưới quốc gia.
Ngày 23 tháng 12, công trình Thủy điện Sơn La chính thức khánh thành trở thành đập thủy điện lớn nhất Đông Nam Á với cao độ đỉnh đập 228,1 m; dài 961,6 m; chiều rộng đáy đập 105 m; chiều rộng đỉnh đập 10 m. Dung tích hồ chứa thủy điện 9,26 tỷ m3, với tổng công suất lắp máy 2.400 MW, sản lượng điện bình quân hàng năm trên 10 tỷ kWh, bằng gần 1/10 sản lượng điện của Việt Nam năm 2012

## Kỷ lục Việt Nam
Thủy điện Sơn La là nhà máy thủy điện công suất lớn nhất Việt Nam tính đến thời điểm hiện tại và có thể giữ vị trí này trong một thời gian dài nữa.